# Nanteuil-en-Vallée
Nanteuil-en-Vallée è un comune francese di 1 488 abitanti situato nel dipartimento della Charente, nella regione della Nuova Aquitania.

## Società

### Evoluzione demografica
Abitanti censiti